# 利蘭島
利蘭島是印度尼西亞的島嶼，屬於小巽他群島的一部分，由馬魯古省西南马鲁古县負責管轄，位於韋塔島西南面的班達海，四周被珊瑚礁環繞，居民主要在南部的村落居住。
8°00′37″S 125°43′59″E / 8.01028°S 125.733°E